# Aluno adulto
Um aluno adulto ou, mais comumente, um aluno maduro, é uma pessoa mais velha e envolvido como aluno em aprendizado. Os alunos adultos se enquadram em um critério específico de experiência e nem sempre possuem um diploma do ensino médio. Muitos dos alunos adultos voltam à escola para terminar um diploma ou obter um novo.
O trabalho de Malcolm Knowles distinguiu os alunos adultos como distintos dos adolescentes e crianças em seu princípio de andragogia. Ele estabeleceu cinco suposições sobre o aluno adulto. Isso incluía autoconceito, experiência do aluno adulto, prontidão para aprender, orientação para o aprendizado e motivação para o aprendizado.

## Critério
Nos Estados Unidos, os alunos adultos se enquadram na categoria de estudantes não tradicionais, que o Centro Nacional de Estatísticas da Educação define como atendendo a pelo menos um dos sete critérios a seguir:
- Atrasa a inscrição (não entra no ensino pós-secundário no mesmo ano em que ele terminou o ensino médio).
- Frequenta tempo parcial durante pelo menos parte do ano acadêmico.
- Trabalha em período integral (35 horas ou mais por semana) enquanto estiver matriculado.
- É considerado financeiramente independente para fins de determinação da elegibilidade para auxílio financeiro.
- Tem outros dependentes que não um cônjuge (geralmente filhos, mas às vezes outros).
- É um pai solteiro (não casado ou casado, mas separado e com dependentes).
- Não possui um diploma do ensino médio (ensino médio completo com um GED ou outro certificado de conclusão do ensino médio ou não concluiu o ensino médio).[1]

Nem todos os estudantes não tradicionais são alunos adultos, mas os adultos são considerados estudantes não tradicionais. Isso pode ser devido à grande variedade de contextos culturais, profissionais e educacionais.
No Reino Unido, um estudante é normalmente classificado como maduro se for um estudante de graduação que tenha pelo menos 25 anos ou mais no início de seu curso ou, no caso irlandês, em primeiro de janeiro do ano de ingresso e, geralmente, estando ausente da escola há pelo menos dois anos. Os requisitos normais de entrada para os que abandonam a escola que desejam iniciar um curso de graduação geralmente não são aplicados a estudantes adultos.[carece de fontes?]

## No ensino superior
O impacto de uma sociedade em rápida mudança se reflete no crescente número de adultos envolvidos em um curso formal de meio período em uma instituição de ensino superior.
Estudos demonstraram que, nas últimas décadas, houve uma mudança de candidatos a nível superior, de estudantes tradicionais para uma população mais diversificada que normalmente trabalha em período parcial, em período integral e/ou tem compromissos familiares. Esse fenômeno criou um banco maior de alunos adultos que frequentam faculdades e que enfrentam uma infinidade de desafios comprometidos com sua educação.
Os estudantes adultos são frequentemente referidos como estudantes não tradicionais no ensino superior. Os estudantes adultos contrastam com os estudantes tradicionais, que geralmente têm menos de 25 anos, frequentam período integral, não trabalham em período integral quando matriculados em cursos e têm poucas responsabilidades familiares, se é que as têm. Em 2008, 36% dos estudantes do ensino médio tinham 25 anos ou mais e 47% eram estudantes independentes.

## Características especiais
Os alunos adultos são considerados "em um estado de transição", tentando melhorar a si mesmos alcançando um nível mais alto de educação para subir no ambiente profissional. Suas expectativas são maiores do que as de um estudante tradicional, porque eles têm uma ideia melhor do que querem e do que esperam de sua educação. No entanto, eles também têm níveis mais altos de ansiedade e pressão para atender às expectativas necessárias em um curto período de tempo, enquanto navegam em outras responsabilidades.
Os alunos adultos normalmente têm mais experiências de vida. Quando confrontados com novos conhecimentos ou uma experiência, os alunos adultos interpretam um novo significado com base em suas maiores experiências de vida.

## Potenciais desafios enfrentados pelos alunos adultos
Existem muitos desafios enfrentados pelos alunos adultos, como compromissos familiares, trabalho, barreiras financeiras, falta de tempo, apoio e uma compreensão clara de como equilibrar tudo, especialmente se eles ainda gostariam de ter algum tipo de vida social.
Outro grande desafio é o mundo tecnológico em constante mudança no qual agora vivemos. Para um aluno adulto que já passou dos quarenta anos, eles cresceram em um mundo em que a dependência em tecnologia era inexistente. A aprendizagem à distância era algo que não estava disponível, mas agora é uma das principais fontes de educação de adultos.